# 샌드 스톰 (2016년 영화)
샌드 스톰(Sufat Chol, Sand Storm)은 이스라엘에서 제작된 일리트 젝세르 감독의 2016년 드라마 영화이다. 라미스 아마르 등이 주연으로 출연했으며, 이스라엘 남부의 베두인 마을을 배경으로 하였다.

## 출연

### 주연
- 라미스 아마르
- 루바 블랄